# 423624 Udeantioquia
423624 Udeantioquia è un asteroide della fascia principale. Scoperto nel 2005, presenta un'orbita caratterizzata da un semiasse maggiore pari a 2,692017 UA e da un'eccentricità di 0,279153, inclinata di 7,492816° rispetto all'eclittica.
Il nome ricorda la colombiana Università di Antioquia.